# 澳大利亚维多利亚十字勋章
澳大利亚维多利亚十字勋章（英語：Victoria Cross for Australia）是澳大利亚授勋制度中的最高荣誉，用于取代发放给澳大利亚人的维多利亚十字勋章。澳大利亚维多利亚十字勋章旨在奖励“面对敌人时，敢于做出最英勇的行动、或是表现出卓越的勇气和自我牺牲精神，或是最彻底忠于职守的人”。
1991年1月15日，澳大利亚女王伊丽莎白二世签署制诰，诏准创设澳大利亚的维多利亚十字勋章。作为澳大利亚人的最高荣誉，其优先级别高于澳大利亚授勋制度中原有的任何勋章、奖章和其它嘉奖。这一勋章的授予人选由澳大利亚国防部长决定，既可以是澳大利亚军人，也可以是其他人士。获得澳大利亚维多利亚十字勋章的人有权在自己的名字后面加上勋衔简称。
澳大利亚维多利亚十字勋章由国防部长推荐获得人选，君主批准，再经澳大利亚总督授予。2009年1月16日，马克·唐纳森（Mark Donaldson）成为这一勋章的首位得主，他因在阿富汗的乌鲁兹甘省冒着强大火力营救联军部队翻译而获此褒奖。在唐纳森以前，最后一名获得英国维多利亚十字勋章的澳大利亚人是基思·佩恩（Keith Payne）准尉，他于1969年5月24日因在越南战争中的英勇表现获奖，与唐纳森相隔了近40年。无论是澳大利亚维多利亚十字勋章得主，还是获得英国维多利亚十字勋章的澳大利亚人，根据《1986年退伍军人权利法令》第103条的规定都有权领取维多利亚十字勋章津贴。

## 历史

### 原有勋章
1856年1月29日，维多利亚女王签署皇家认证，正式设立维多利亚十字勋章。勋章追溯奖励了克里米亚战争中的英勇行为:7-10。勋章原计划采用塞瓦斯托波尔围城战中缴获的两门俄罗斯加农炮上的青铜制作。但历史学家约翰·格兰菲尔德（John Glanfield）通过使用光对早期的维多利亚十字勋章加以分析后证实，其中采用的金属实际上来自中国的大炮，而非俄罗斯帝国，至于这些古代中国的大炮来源仍然成谜。
用来给勋章取材的加农炮停放在伍利奇皇家炮兵軍營的军官食堂外。唯一遗留的铃铛重10公斤，存放在特尔福德第十五皇家後勤兵團的一个保险库中，只有在武装警卫的看守下才能从其上取材。估计这里剩下的材料还可以铸造80到85枚维多利亚十字勋章。所有的维多利亚十字勋章都是由1849年成立的伦敦珠宝商汉考克（Hancocks）公司负责制作。澳大利亚和新西兰的维多利亚十字勋章采用的青铜都和原有勋章相同。
历史上一共有96位澳大利亚人获得过原本的维多利亚十字勋章，其中90位得主在澳大利亚军队服役，另外6人在其他部队服役。64枚勋章用于奖励第一次世界大战中的行为，9枚奖励加里波利之战中的行动，还有20枚奖项的是第二次世界大战中的行为，其他的则是针对第二次布尔战争、俄国内战和越南战争。最后一位得主是基思·佩恩准尉，他于1969年5月24日在越战中的英勇行为获奖，奖励他成功救援了超过40名战友。

### 单独的英联邦奖励
第二次世界大战结束后，有多个英联邦国家相继建立了各自的授勋及嘉奖制度，来取代原本沿用的英国授勋及嘉奖制度。澳大利亚、加拿大和新西兰都建立了各自针对英勇行为的奖章，取代原有的军功十字勋章之类英国奖章。不过，大部分英联邦国家仍然将维多利亚十字勋章作为对英勇行为的最高奖励。
1991年1月15日，澳大利亚女王伊丽莎白二世签署制诰，澳大利亚成为第一个在其勋奖制度中设立独有维多利亚十字勋章的英联邦国家。虽然这是个独立的奖章，但其外观与英国的奖章式样完全相同。其后是加拿大，该国于1993年由伊丽莎白女王签署君主制诰而建立了加拿大维多利亚十字勋章，该勋章与英国的版本类似，只不过上面的字样由英语改成了拉丁语（均为英勇之意）。不过加拿大的这一奖章虽已设立二十余年，但还从来没有颁发过。1999年，新西兰也设计了自己的维多利亚十字勋章，其外观与澳大利亚和英国的勋章完全相同，于2007年7月2日授予威利·阿皮雅塔（Willie Apiata）下士，这也是该勋章的唯一一次颁授。

## 外形

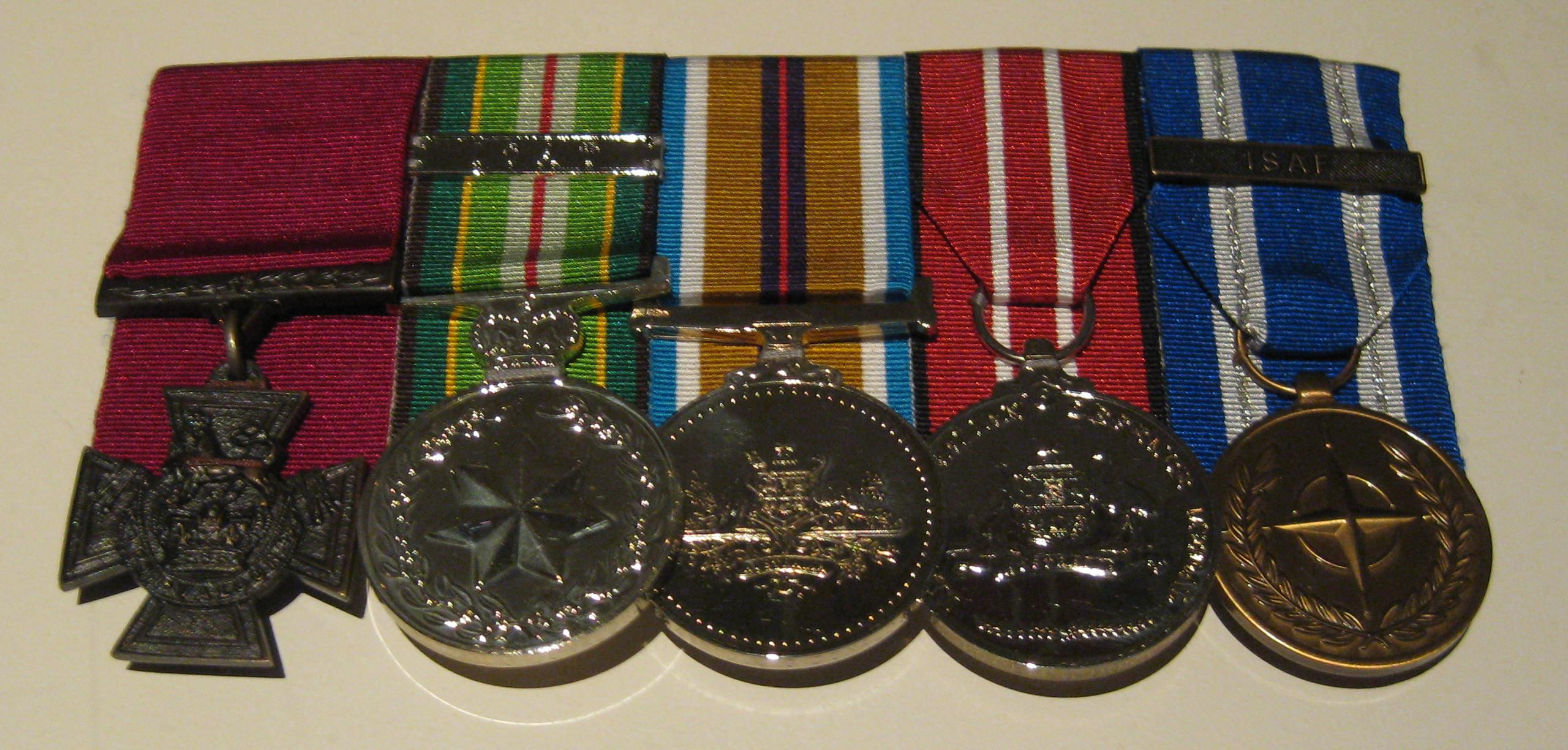
澳洲战争纪念馆展示有马克·唐纳森的勋章，其中左起第一枚是澳大利亚维多利亚十字勋章。

澳大利亚的维多利亚十字勋章与英国的设计完全相同。勋章为十字型，高41毫米，宽36毫米，十字的中间有一只站在皇冠上的狮子，皇冠下还有的环状字样，十字架从中心向外逐渐加宽，形成斜度。正面的题字原本是，后在维多利亚女王的建议下作出改动，她觉得有些人可能会错误地以为，只有维多利亚十字勋章的获得者才在战斗中有勇敢的行为。整个奖章，包括缎带和吊杆，一共重27克:16。
十字架由一个圆环悬挂在一个衬线体的字母上，上方有月桂叶作为点缀，再由色带穿过。吊杆反面刻有获奖者姓名、军衔、号码和单位，勋章背面是圆形，其中间刻有其所奖励英勇行为的发生日期。色带为绯红色，宽38毫米。虽然在设立奖项的许可证上描述色带为红色，但大部分评论员都描述其颜色是绯红或“酒红”。

## 颁授

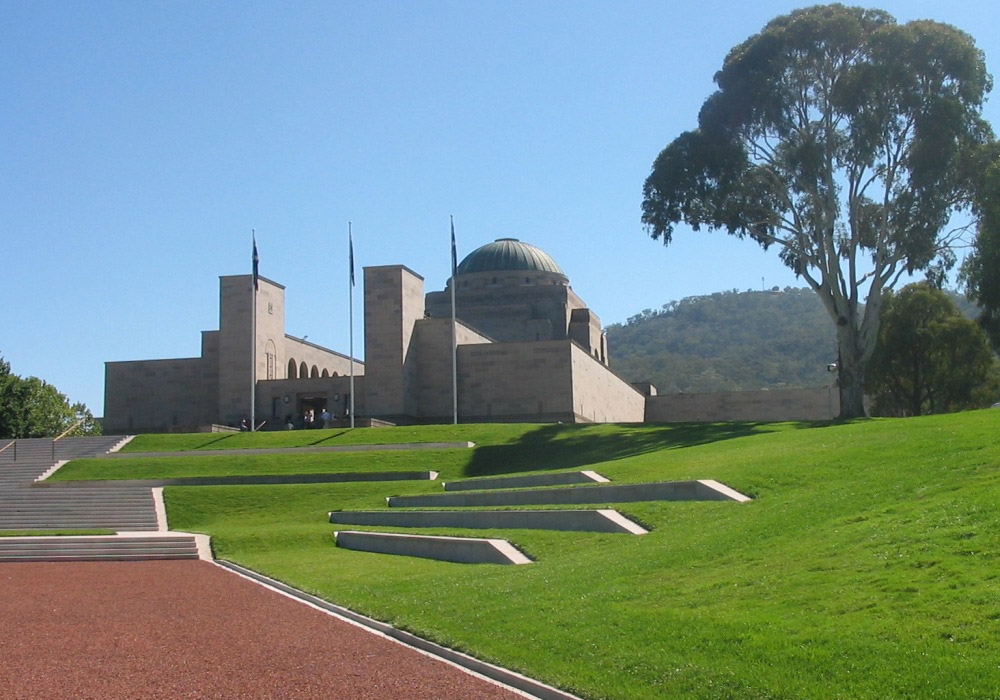
截至2014年8月，澳洲战争纪念馆一共保存有66枚维多利亚十字勋章。

澳大利亚维多利亚十字勋章旨在奖励
……最勇敢、或是最卓越的勇士，或是勇于自我牺牲者，或是面对敌人仍能彻底忠于职守的人。
正式授予勋章的权力属于澳大利亚总督，形式上还需君主批准。澳大利亚维多利亚十字勋章的制诰和原本英国勋章的皇家认证有明显不同。新制诰中并没有特别规定任何特定推荐程序，不过预计任何建议都将通过各级军事领导机关到达国防部长处。新的制诰中也允许国防“部长确定其他符合本规定的人选”。作家罗伯特·麦克林（Robert Macklin）推测，此举可能是为了让恐怖主义袭击期间有英勇行为的警察、女性或平民也有资格获奖。他还进一步指出，霍克政府将维多利亚十字勋章与传统相分离的做法可能会受到一定程度的指责，这样降低了荣誉的含金量。如果出现一人多次获得澳大利亚维多利亚十字勋章的情况，那么之后获奖时将授予记叙勋扣，获奖者可以在自己的名字后面增加或是字样。
澳大利亚维多利亚十字勋章是该国授勋制度中的最高奖，因此其优先级比原有的任何勋章、奖章和其它嘉奖都要高。名后字母只能由获奖人自己使用，不能传给后嗣:Introduction。“传统主张，即便是最资深的军官也应向维多利亚十字勋章得主敬礼，以表示对其英勇行为最崇高的敬意”。虽然向维多利亚十字勋章得主敬礼已是沿用多年的传统，但澳大利亚军队礼仪手册第1卷附录的第13章中却规定：“除部队在职军官外，无需向（其他）维多利亚十字勋章得主敬礼”。马克·唐纳森获得勋章后，澳大利亚空军元帅安格斯·休斯顿（Angus Houston）也有向他敬礼。根据《1986年退伍军人权利法令》第103条第4款的规定，澳大利亚政府需向任何获得维多利亚十字勋章的人发放维多利亚十字勋章津贴，法令还将津贴数额定在每年3,230澳大利亚元。从2005年9月20日开始，这一数额将根据每年该国消费物价指数的升幅进行调整。此外，这一数额也不因军人获得的其他津贴数额和限制而受到影响。
维多利亚十字勋章本身有着固有的价值，2006年7月24日，一战军人阿尔弗雷德·绍特（Alfred Shout）上尉所获得的勋章在悉尼宝尼拍卖行以100万澳大利亚元的落槌价拍出，创下新的纪录。绍特曾于1915年加里波利之战期间在土耳其盖利博卢半岛的肉搏战中牺牲，之后获追授维多利亚十字勋章。买主克里·斯托克斯（Kerry Stokes）将这枚勋章借给了澳洲战争纪念馆，与另外8枚澳大利亚人因加里波利之战而获得的维多利亚十字勋章一起展示。位于堪培拉的澳洲战争纪念馆目前一共保存有66枚维多维亚十字勋章，其中63枚的主人是澳大利亚人——包括租借来的马克·唐纳森的澳大利亚维多利亚十字勋章，另外3枚是英国军人的。在这在很长一段时间中，它保持着世界上最大规模的维多利亚十字勋章展览。直到2010年11月，伦敦帝国战争博物馆的阿什克罗夫特勋爵画廊开放时，才打破了这一纪录，它展出了阿什克罗夫特勋爵拥有的168枚勋章和帝国战争博物馆拥有的48枚勋章。

## 得主

### 马克·唐纳森
2009年1月16日，首枚澳大利亚维多利亚十字勋章在位于堪培拉的总督府由澳大利亚总督授予澳洲特种空勤团成员马克·唐纳森。2008年9月2日阿富汗战事期间，唐纳森在乌鲁兹甘省的一次军事行动中冒着敌人的猛烈炮火营救了一名翻译。

### 本·罗伯茨-史密斯
2011年1月23日，澳洲特种空勤团的本·罗伯茨-史密斯（Ben Roberts-Smith）下士成为第二位澳大利亚维多利亚十字勋章得主。罗伯茨-史密斯下士于2010年6月11日在阿富汗的战事中单枪匹马对抗并摧毁了两处塔利班机枪据点，新闻报道中将这一英勇行径与爱德华·肯纳（Edward Kenna）获维多利亚十字勋章的行动相提并论。罗伯茨-史密斯下士还曾于2006年获得英勇勋章，获得维多利亚十字勋章后，他成为澳大利亚国防军中战功最卓著的现役军人。

### 丹尼尔·凯阮
2012年11月1日，澳大利亚皇家团第6营的丹尼尔·凯阮（Daniel Keighran）下士因2010年8月在阿富汗战争中的表现获澳大利亚维多利亚十字勋章。凯阮下士故意把自己暴露在敌军炮火之下，将火力引离一位受伤的战友及其他正在照顾伤员的人。凯阮是此等勋章的第三位得主，也是首位不属特种部队的受勛者。

### 卡麥隆·贝尔德
2014年2月13日，澳大利亚总理托尼·阿博特宣布特种部队第2突击团的卡麥隆·贝尔德（Cameron Baird）下士获追授维多利亚十字勋章。贝尔德下士曾于2007年获英勇勋章，之后于2013年在阿富汗阵亡。

## 追授勋章提议
2001年4月3日，澳大利亚参议员克里斯·沙赫特（Chris Schacht）表示，他会在上任次日提出《2001年澳大利亚维多利亚十字勋章奖励草案》（Award of Victoria Cross for Australia Bill 2001），建议追授数枚澳大利亚维多利亚十字勋章。2001年4月4日，参议员沙赫特提出草案，提议追授3位前澳大利亚军人这一勋章。草案经过首读后，沙赫特发表二读致辞，表示通过草案授予澳大利亚维多利亚十字勋章虽有超越国会立法权的可能，但他认为，《澳洲联邦宪法》第51条第6项中授予了议会“联邦和各州的海军和陆军防卫”权力，所以国会应该对荣誉和奖项方法同样有权提出立法，按照正常程序进行辩论后休会。2001年6月1日，来自布莱登的众议员希德·赛德巴顿（Sid Sidebottom）提出了《2001年国防法令修訂（维多利亚十字勋章）草案》（Defence Act Amendment (Victoria Cross) Bill 2001）。该草案与参议员沙赫特提出的类似，赛德巴顿同样认为国会根据《澳洲联邦宪法》第51条第6项拥有立法权。这两项草案在2001年澳大利亚联邦选举前都没有再经过辩论。沙赫特和赛德巴顿均为澳大利亚工党成员，该党当时属反对党，并且这个问题也由反对党领袖金·比兹利列入接下来的联邦选举竞选活动中，提议通过这样的奖励“提高三位澳大利亚普通人的知名度和认可度，他们都表现出了杰出的英勇行为”。
提议追授勋章的三人分别是约翰·辛普森·柯克帕特里克（John Simpson Kirkpatrick）、阿尔伯特·克利（Albert Cleary）和泰迪·希恩（Teddy Sheean），他们均是因在第一或第二次世界大战中的英勇行为获得追授提议。其中辛普森的故事已成为澳大利亚传奇，他曾是澳大利亚陆军医疗队第三澳大利亚战地救护队成员，于一战期间在盖利博卢半岛参加加里波利之战。1915年4月25日降落在澳新军团湾后，他从第一晚就开始用一头驴从火线上把伤员拉到海滩撤离。他如此坚持了三个半星期，其中许多情况下都冒着敌人的炮火，直到壮烈牺牲。但是，英王乔治五世于1919年下旨，不会再针对刚刚结束的一战授予奖励。
1965年，一场号召授予辛普森维多利亚十字勋章的宣传活动使得他与一头驴的形象出现在澳新军团纪念章的正面，这一纪念章于1966年宣布制作，1967年首度发布。工党在2007年澳洲聯邦大選中获胜，所以有人猜测2001年的草案会重新提出。历史学家安东尼·斯汤顿（Anthony Staunton）在《澳大利亚军事史期刊》（Australian Journal of Military History）撰文指出，澳大利亚维多利亚十字勋章不应予以追授。2011年4月13日，有报道称澳大利亚联邦政府的国防授勋及嘉奖事务上诉审裁处将对13例追授奖励的英勇行为进行审议。审裁处首先就会对“13人获得维多利亚十字勋章、澳大利亚维多利亚十字勋章或其它形式认可的资格”进行讨论，然后再继续对各人的实际情况加以探讨。最终该部门于2013年2月6日向政府提交了报告，建议不予追授任何奖励。

## 扩展阅读
- Compiled by Buzzell, Nora. . Cheltenham: This England. 1997. ISBN 0-906324-03-3.
- Duckers, Peter. . Princes Risborough, Buckinghamshire: Shire Publications. 2006. ISBN 0-7478-0516-4.
- Glanfield, John. . Stroud: Sutton Publishing. 2005. ISBN 0-7509-3695-9.
- Harvey, David. . Naval & Military Press. 2000. ISBN 1-84342-356-1.
- Staunton, Anthony. . Prahan, Victoria, Australia: Hardie Grant Books. 2005. ISBN 1-74066-288-1.